# Naomi Overend
Pour les articles homonymes, voir Overend.
Naomi Overend (19 août 1900 - 24 octobre 1993) est une philanthrope irlandaise et une passionnée d'automobiles,.

## Biographie
Naomi Overend est née à Airfield House à Dundrum à Dublin, le 19 août 1900. Elle est la plus jeune fille d'un avocat, Trevor Overend et de Bessie Anna « Lily » Overend (née Butler). Elle a deux sœurs plus âgées, Letitia (née en 1880) et Constance (née en 1894 et décédé en bas âge). Overend est instruite à la maison par une gouvernante, puis continue ses études à l'Alexandra College à Dublin. Sa philanthropie commence dès le plus jeune âge, quand, à l'âge de 8 ans, elle organise une fête pour aider le Children's League of Pity, une branche junior de la National Society for the Prevention of Cruelty to Children, société établie par sa mère. Overend travaille aux côtés de sa mère à la Dundrum and Ballinteer District Nursing Association et en devient présidente lorsque sa mère prend sa retraite en 1962.
Comme sa sœur aînée, elle est passionnée d'automobiles. En 1936, sa mère lui donne une Austin Tickford qu'elle garde toute sa vie et qui devient bien connue autour de Dundrum et Dublin. Les deux sœurs sont membres de l'Irish Veteran and Vintage Car Club et du Leinster Motor Club. Overend développe un intérêt pour l'élevage des bovins à Airfield, en particulier des vaches de race jersiaise. Son bétail est régulièrement des gagnants aux salons de la Royal Dublin Society, avec un bétail reconnaissable par leurs noms inspirés par Gilbert et Sullivan. 
Avec sa sœur Letitia, elle fonde l'Airfield Trust pour prendre soin de la ferme et de la maison, à l'origine connues sous le nom de Dromartin Trust. Overend voyage avec sa sœur, en Europe et à l'international en Inde, en Australie et en Amérique. Elle est aussi skieuse et visite l'Autriche chaque année an avec des amis jusqu'à l'âge de 60 ans.
Overend meurt à Airfield House le 24 octobre 1993. 

## Hommages
En 2006, le comté de Dún Laoghaire Rathdown renomme Wyckham Way en Overend Way en reconnaissance de la contribution des sœurs Overend. Les archives d'Airfield Estate, y compris celles d'Overend de 1805 à 2001 sont conservées à l'OPW-Maynooth University Archive and Research Centre à Castletown House.